# Olle Jonssons Snickerifabrik
Olle Jonssons Snickerifabrik, (Höga Snickerifabrik) var en snickerifabrik i Höga, Flästa, Arbrå mellan åren 1932 och 1972.

## Historik - Olle Jonsson

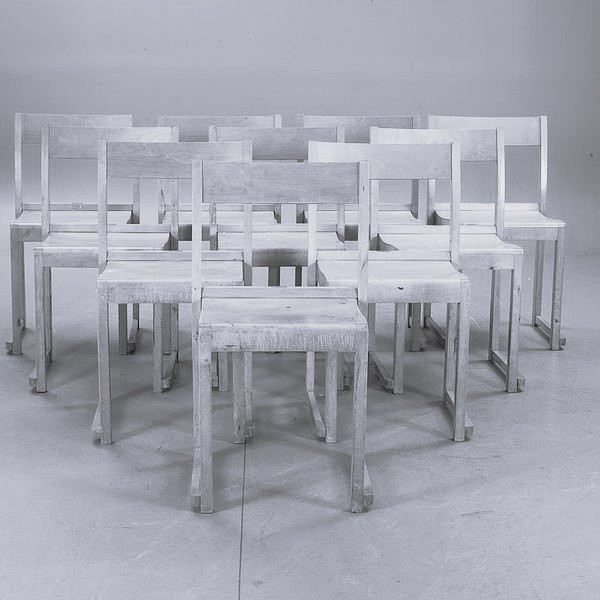
Olle Jonssons Snickerifabrik, Flästa. Stapelbar stol, omkring 1950.

Olle Jonsson, född 27 december 1903 började med sina experiment och tillverkning av träprodukter vid bondgården Höga redan i ungdomsåren. Under ett år hade han anställning vid ett snickeri i Krokom, där han startade tillverkning av en stapelbar stol. Han cyklade omkring i Jämtland med sin stol på pakethållaren för att intressera ägare till olika samlingslokaler. Han återvände till Flästa och fortsatte tillverkningen i hemmets snickarbod. Han drabbades av "Amerikafebern" och reste 1926 tillsammans med några Flästapojkar till det stora landet. Efter tre år återvände han dock till hemmet och fortsatte med tillverkningen i snickarboden.

## Tillverkning

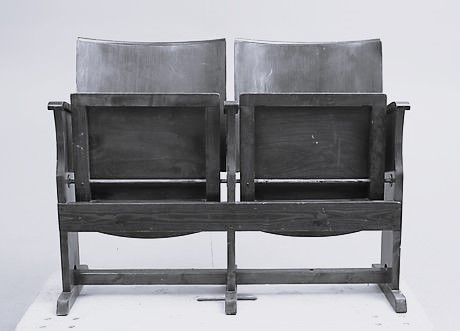
Olle Jonssons Snickerifabrik, Flästa, Bänkar med uppfällbara sitsar, omkring 1950.

Efterfrågan på den stapelbara stolen och bänkar med uppfällbara sitsar för samlingslokaler och folkparker ökade och 1932 kunde han förverkliga sin dröm att uppföra en egen verkstadslokal. En större brand inträffade 1940 och flera brandtillbud inträffade senare, men inget avskräckte Olle Jonsson, utan han byggde upp och byggde till fabriken. Under 1950-talet uppgick arbetsstyrkan till mellan 60 och 70 personer. En smålandsfirma sade sig ha licens från ett engelskt företag, som gjorde gällande att de innehade patent på just stapelbara stolar. Olle Jonsson blev stämd för patentintrång, men vid såväl Häradsrätt som vid Hovrätt vann han målet och kunde fortsätta tillverkning och saluföring av den stapelbara stolen. 
Under en period på 1940-talet med rådande bensinbrist under andra världskriget, tillverkades även stativ av trä till en kolkross som producerades av Oskar Skoglund och Oskar Skoglunds Mekaniska Verkstad.

## Höga idag
Olle Jonsson överlät sin verkstad 1972 till tre av sina anställda, som i olika konstellationer drev fabriken under ett antal år i nedbantat skick med varierande antal anställda. 1986 ändrades bolagsnamnet till Höga Snickeri AB, och bolaget drivs idag (2023) av Ulf Eriksson, Flästa. 